# شارع ابن مرداس
شارع ابن مرداس هو أحد شوارع حي الورديان المعروفة داخل مدينة الإسكندرية المصرية العريقة وبالتحديد في حي غرب الإسكندرية.

## من هو ابن مرداس؟
هو العباس بن مرداس ابن أبي عامر بن حارثة بن عبد قيس بن رفاعة بن الحارث بن بهثة بن سليم بن منصور.أسلم قبل فتح مكة ووافى الرسول محمد في تسعمائة من قومه بني سليم على الخيول والقنا والدروع الظاهرة ليحضروا مع النبي محمد فتح مكة.